# Michaela Foster
Michaela Leigh Foster (* 9. Januar 1999 in Auckland) ist eine neuseeländische Fußballspielerin.

## Karriere

### Verein
Bis Oktober 2022 war Foster für die Northern Rovers aktiv. Seit der Saison 2022/23 steht sie in der A-League bei Wellington Phoenix unter Vertrag.

### Nationalmannschaft
Im Oktober 2016 nahm sie mit der U17 an der Weltmeisterschaft 2016 teil. Bei der U20 war sie bei der Weltmeisterschaft 2018 in deren Kader, kam jedoch zu keinem Einsatz.
Ihr Debüt für die A-Nationalmannschaft gab sie am 23. Februar 2023 bei einer 0:1-Freundschaftsspielniederlage gegen Argentinien, als sie zur 84. Minute für Katie Bowen eingewechselt wurde.
Am 30. Juni 2023 wurde sie in den neuseeländischen Kader für die Weltmeisterschaft 2023 nominiert.